# Dinar południowojemeński
Dinar jemeński – jednostka walutowa Jemenu Południowego. 1 Dinar = 1000 filsów. Został wycofany z użycia w 1990 po zjednoczeniu Jemenu. Nową walutą Jemenu został rial. Wymiany dokonano w proporcji. 1 dinar = 26 riali.